# Mešani gozdovi Dinarskega gorstva
Mešani gozdovi Dinarskega gorstva so kopenska ekoregija bioma zmernih širokolistnih in mešanih gozdov v jugovzhodni Evropi, glede na WWF in Digitalni zemljevid evropskih ekoloških regij Evropske agencije za okolje. Prav tako je v Palearktiki.

## Geografija
Mešani gozdovi Dinarskega gorstva sestavljajo gorsko gozdno območje Dinarskega gorstva. To gorovje se razteza vzdolž vzhodne obale Jadranskega morja in zavzema 58.200 km² v Sloveniji, na Hrvaškem, v Bosni in Hercegovini, Črni gori, Srbiji, severovzhodnem Kosovu, severni Albaniji in severovzhodni Italiji.
Z velikimi padavinami in obilico apnencev je izrazit kraški relief.

## Podnebje
Podnebje ekoregije je mokro in izjemno vlažno. Obseg padavin je na splošno nad 1500 mm, razpon med 2000 in 3500 mm pa je pogost. Maksimalne vrednosti, izmerjene v zaledju Boke Kotorske, presegajo letna povprečja nad 4500 mm (Crkvice), najvišji obseg padavin v Evropi in eden najvišjih na severni polobli. Je del Köppnovega zmernega tipa z vlažnimi poletji (Cfs) in gorskim snežnim podnebjem (Dfs). Zaradi obilice snega in snežnih plazov so alpski biotopi skupni vsem visokogorjem. V pogorju Durmitorja in Prokletij, najvišjih masivov Dinarskega gorstva, še vedno obstaja več majhnih ledenikov.

## Rastlinstvo
Širok razpon nadmorske višine te ekoregije gosti vrsto rastlinskih združb. Najvišje lege (nad 1500 m) so pokrite z iglastimi gozdovi, z mešano širokolistno vegetacijo in se pojavljajo v nižjih legah.
V coni iglavcev prevladujejo jelka, navadna smreka, srbska smreka, evropski črni bor, mugovec in bosanski bor s primesjo evropske bukve. Dinarski apnenčasti blokovski gozd jelke raste na apnenčastih izdankih. Prevladujoče vrste nižjih pasov so različni hrasti listavci (Quercus frainetto, Q. pubescens, Q. cerris, Quercus robur in Quercus petraea) ter navadni gaber (Carpinus orientalis). Južnoevropski cvetoči jesen (Fraxinus ornus) označuje submediteransko območje na območju pod 600–1000 m (od S proti J).
Fitogeografsko je ekoregija razdeljena med jadransko in vzhodnosredozemsko provinco Sredozemske regije, znotraj Holarktičnega kraljestva (po razmejitvi Armena Takhtajana).

## Zavarovana območja
35.989 km² ali 5 % ekoregije je v zavarovanih območjih. Drugi 1 % površine ekoregije ima razmeroma nedotaknjene, a nezaščitene gozdove.
Zavarovana območja v ekoregiji so Triglavski narodni park v Sloveniji, narodni park Plitvička jezera na Hrvaškem, narodni parki Biogradska Gora, Durmitor in Prokletije v Črni gori ter Narodni park dolina Valbone v Albaniji.